# Гражданская война в Уйгурском каганате
Гражданская война в Уйгурском каганате – сопротивление народа против наследующего кагана Моюнчура.Во главе восстания стоял ябгу Тай Бильге-тутук.

## Ход войны
Когда умер Кутлуг Бильге,против его сына Моюнчура вспыхнуло сопротивление народа.Восстание возглавил Тай Бильге-тутук
"Черный народ передался, но некоторые держали сторону Тай Бильге-тутука и провозгласили его каганом"
К восставшим присоединились кидани и татары, которые были обращены в бегство каганом,позже сами восставшие были подчинены.Когда каган откочевал, восстание случилось снова,однако Моюнчур их снова победил,в качестве наказания отобрал у них скот и женщин,вновь приглашенные кидани и татары столкнулись с каганом на северо-западе от Селенги,где Кидани отступили, а татары были побеждены у "ключа Кэйре и речек Три-Биркю (?)",половина войска татар оказалось в плену.
Во время этого похода вспыхнуло ещё восстание, Моюнчур стремившись к компромиссам,обращался к восставшим:
"Из-за низости Тай Бильге-тутука, из-за низости одного-двух именитых ты, мой черный народ, попал в смерть и беду, но ты не должен умирать, не должен страдать! - сказал я. - Снова дай мне твои силы и твою поддержку!".